# 레오나르두 나시멘투 로페스 지 소자
레오나르두 나시멘투 로페스 지 소자(포르투갈어: Leonardo Nascimento Lopes de Souza, 1997년 5월 28일 ~ )는 브라질의 축구 선수다. 현재 저장 프로에서 뛰고 있다. K리그 등록명은 레오나르도였다.